# Radio Bruno Winter Compilation
Radio Bruno Winter Compilation è la compilation invernale di Radio Bruno pubblicata il 3 dicembre 2011. La compilation è formata da un CD contenente 16 brani tra italiani e stranieri; alla compilation è abbinato anche il calendario 2011/2012.

## Tracce
1. Avril Lavigne - Wish you were here - 3:45
2. Modà - Vittima - 3:22
3. Rihanna - California King Bed - 4:12
4. Dolcenera - L'amore è un gioco - 4:07
5. Emeli Sandé - Heaven - 4:14
6. Negrita - Brucerò per te - 3:41
7. The Kooks - Junk of the Heart (Happy) - 3:08
8. Noemi - Vuoto a perdere - 4:03
9. Cătălin Josan - Walking on Fire - 3:10
10. Emma - Sarò libera - 3:25
11. Lady Gaga - The Edge of Glory - 5:21
12. Stadio - Diamanti e caramelle - 4:27
13. Nek - E da qui - 4:05
14. Controtempo - Come Bud Spencer e Terence Hill - 3:29
15. Nearco - La notte e il sole
16. Valentina - Anima